# Ampelisca verga
Ampelisca verga är en kräftdjursart. Ampelisca verga ingår i släktet Ampelisca och familjen Ampeliscidae. Inga underarter finns listade i Catalogue of Life.